# Gymnoclytia unicolor
Gymnoclytia unicolor är en tvåvingeart som först beskrevs av Brooks 1946.  Gymnoclytia unicolor ingår i släktet Gymnoclytia och familjen parasitflugor. Inga underarter finns listade i Catalogue of Life.